# Christophe Wurm
 (novembre 2023).
Il peut être nécessaire de l'améliorer pour respecter le principe de neutralité de point de vue. Veuillez consulter la page de discussion pour plus de détails.

Christophe Wurm, dit Phorin, né le 2 mai 1995 à Etterbeek (Belgique), de nationalité franco-belge est un auteur-compositeur-interprète,. Il est le fils de l'auteur de bande dessinée Philippe Wurm.

## Biographie

### Jeunesse
Christophe Wurm naît le 2 mai 1995 d'un père français auteur de bande dessinée et d'une mère italienne sculptrice à Etterbeek en Belgique. Passionné par la Chanson française, il grandit en écoutant Jacques Brel. Il apprend la guitare vers l'âge de seize ans lorsqu'il découvre l'œuvre de Georges Brassens.

### Les débuts

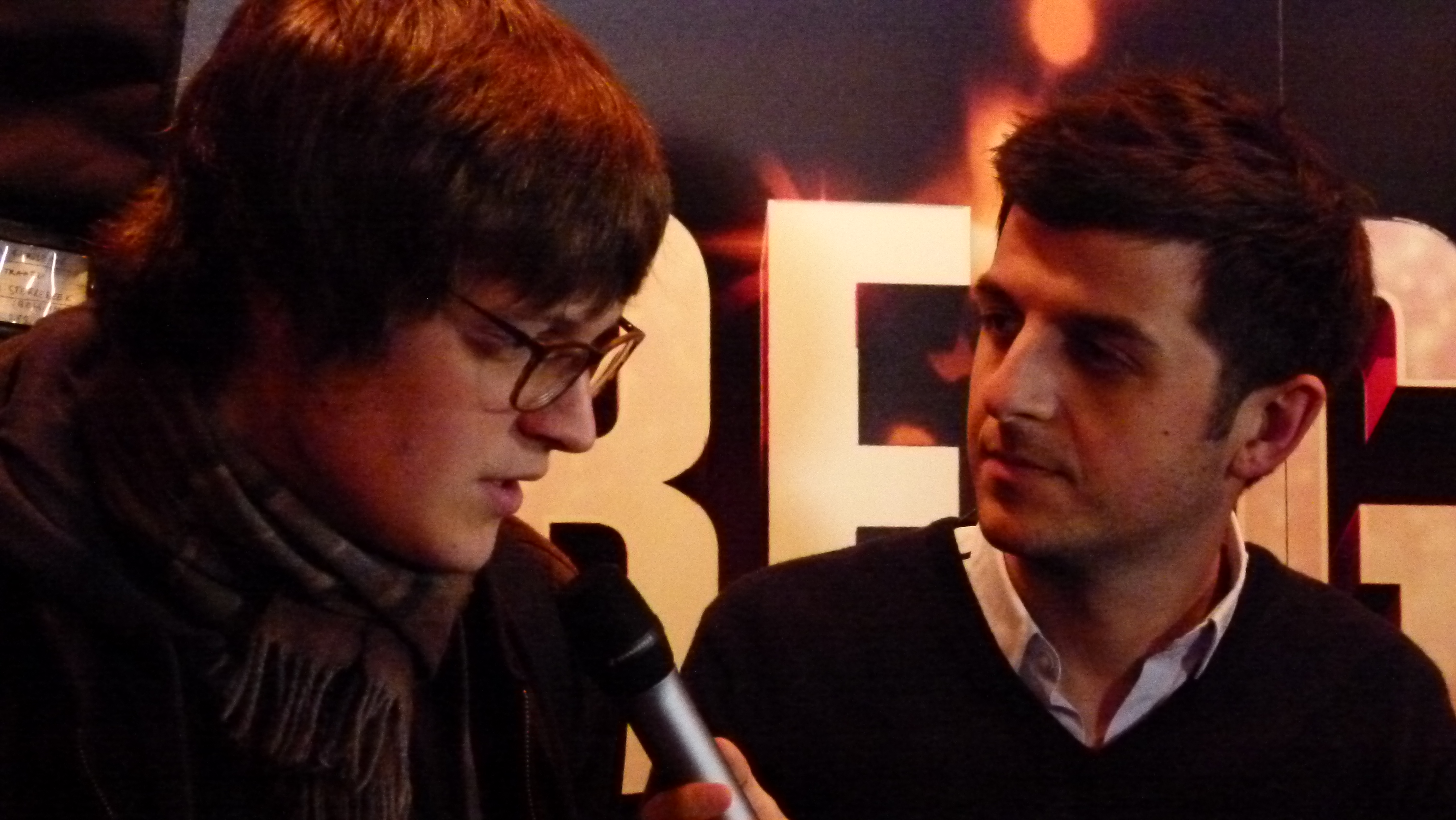
Phorin dans les coulisses de l'émission Belgium's Got Talent en 2013, interviewé par l'animateur David Antoine.

Il commence sa carrière en participant à la deuxième saison du télé-crochet Belgium's Got Talent. Il interprète ses propres chansons et est éliminé en demi-finale le 24 novembre 2013,.
L'échevin bruxellois Éric Bott, lors de la cérémonie des Victoires du Sport du 1er décembre 2013, lui remet un prix pour financer l'enregistrement de son premier EP, qui sort le 2 mai 2014,.
Il fait la tournée des petites salles et festivals belges,.

### The Voice Belgique

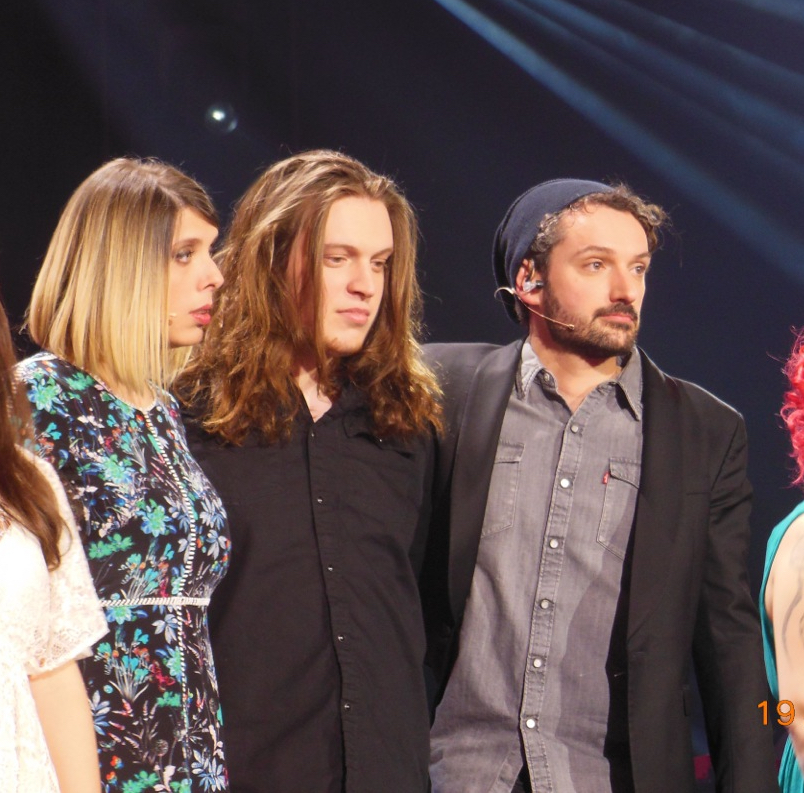
Phorin et les Cats on Trees le 19 avril 2016 en finale de l'émission The Voice Belgique

Il s'installe au centre-ville de Bruxelles et chante dans la rue pour gagner sa vie,. Parallèlement à cela, il enregistre un nouvel album puis s'inscrit à la cinquième saison de The Voice Belgique,,,. Parmi les trois sièges retournés, il choisit le chanteur Stanislas comme coach. Il est éliminé lors de son duel avec Brigitte Thibaut, mais aussitôt repêché par Beverly Jo Scott et les Cats on Trees,. Il atteint la finale et partage la scène avec Maitre Gims sans gagner l'émission,,.

### La découverte du métier
Fort de son expérience télévisée, il publie plusieurs albums entre 2015 et 2020. Il foule de nombreuses scènes, salles de concert et festivals en Belgique francophone,. En 2018, il participe à l'émission « L'invitation » organisée par la RTBF.

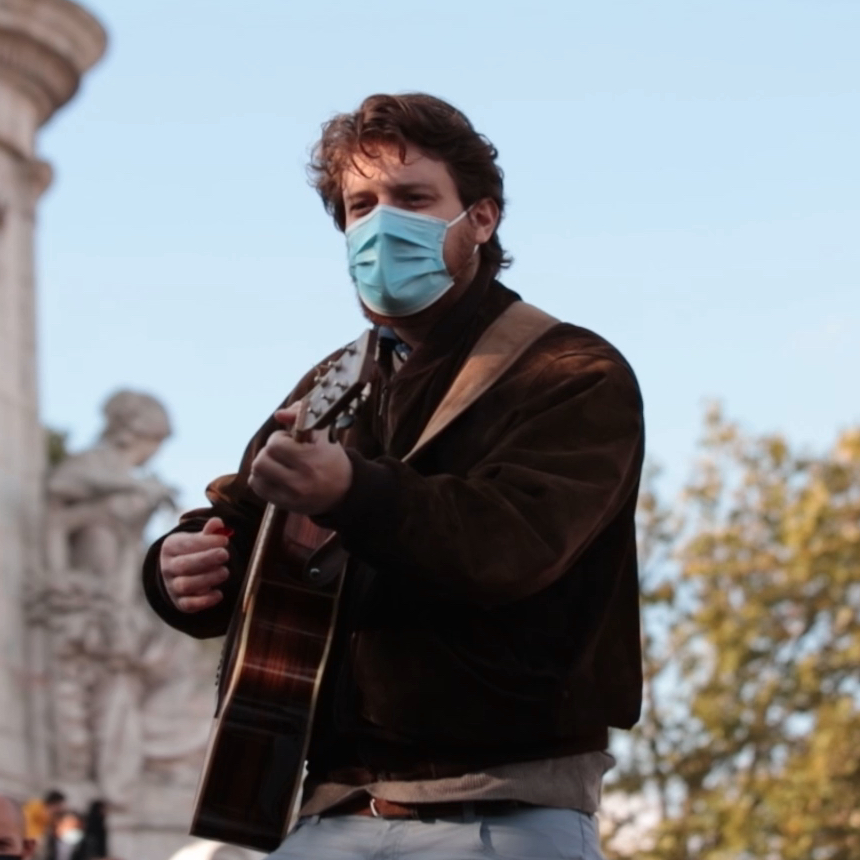
Phorin rend hommage à l'enseignant Samuel Paty en chantant « Adieu Monsieur le Professeur » le 18 octobre 2020 sur la Place de la République à Paris.

Le 18 octobre 2020 sur la Place de la République à Paris, il rend hommage à l'enseignant Samuel Paty en chantant avec sa guitare la chanson « Adieu Monsieur le Professeur »,,. Sur France 2 dans l'émission Vivement Dimanche du 24 avril 2022 présentée par Michel Drucker, Hugues Aufray parle de la reprise de sa chanson: « Grâce à un garçon qui a chanté sur la Place de la République, c'est la première fois que cette chanson est chantée comme il faut parce que c'est un hymne de remerciement pour la classe des enseignants ».

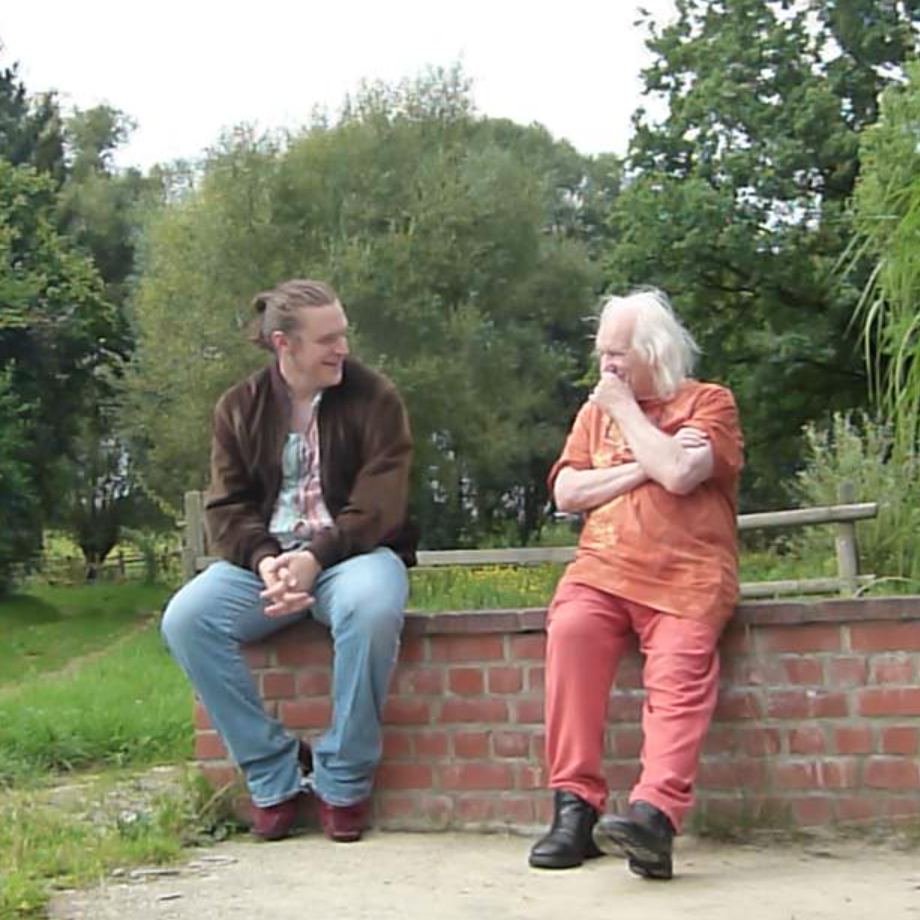
Le poète Julos Beaucarne assis avec le chanteur Phorin, à Tourinnes-la-Grosse le 14 août 2016.

Demeurant non-loin de Tourinnes-la-Grosse, il rencontre le poète Julos Beaucarne chez lui à plusieurs reprises et les deux hommes se nouent d'amitié. Le poète wallon décède le 18 septembre 2021 et Phorin participe au concert hommage qui est organisé au Québec en son honneur, au Théâtre Petit Champlain à Québec. À cette occasion, il partage la scène avec des artistes québécois dont Paule-Andrée Cassidy.

## Discographie

### Single
- 2020 : Elle avait soixante ans (Cicuttini, enregistré le 10 juin 2020 chez Igloo Studio).